# Scaptodrosophila acuta
Scaptodrosophila acuta är en tvåvingeart som först beskrevs av Sturtevant 1927.  Scaptodrosophila acuta ingår i släktet Scaptodrosophila och familjen daggflugor.
Artens utbredningsområde är Filippinerna. Inga underarter finns listade i Catalogue of Life.